# Merry Christmas (album Mariah Carey)
Merry Christmas – czwarty album Mariah Carey wydany w Stanach Zjednoczonych 1 listopada 1994 roku przez Columbia Records, na którym znalazły się kolędy oraz piosenki napisane przez Mariah i utrzymane w klimacie świątecznym.
Został wydany między dwoma najlepiej sprzedającymi się jej albumami na świecie, a ten album okrzyknięto mianem "Najlepiej sprzedający się album świąteczny".

## Album i jego historia
Merry Christmas jest dziełem przejściowym między Music Box a Daydream. Płyta zawiera tradycyjne kolędy w nowych aranżacjach oraz autorskie piosenki Mariah Carey. Album zadebiutował na 30 miejscu zestawienia U.S. Billboard 200 dzięki 45.000 sprzedanych kopii. Pozycja na liście stopniowo wzrastała. W trzecim tygodniu od pojawienia się w zestawieniu sprzedano 208.000, a w szóstym tygodniu - 500.000 płyt, co pozwoliło krążkowi uplasować się na 3 pozycji.
W związku z tym, że płyta zawiera świąteczne piosenki, utrzymała się w zestawieniu tylko przez 12 tygodni. Jednak krążek co roku, w okresie Bożego Narodzenia, powraca na listę i obecnie suma przebywania na niej jest równa 130 tygodni. W Stanach Zjednoczonych album uzyskał status pięciokrotnej platyny, a na całym świecie został sprzedany w ponad 16 milionach egzemplarzy.

## Promocja

### Single
Pierwszym i zarazem jedynym komercyjnym singlem pochodzącym z albumu wydanym w USA była piosenka "All I Want for Christmas Is You", która na przestrzeni lat wpisała się zestawienie utworów granych, co rok podczas okresu świątecznego i uzyskał status platynowej płyty.
Kolejnym singlem był "Miss You Most (At Christmas Time)", do którego został nagrany klip aby promował krążek w telewizji i na płycie, ale tylko w wersji "promo", który był dostępny tylko dla rozgłośni radiowych. Natomiast w Europie i Australii na potrzeby promocji został wydany "Joy To The World" i faktu sukcesu sprawił, że w Stanach jako singel promocyjny wydano go w postaci zremiksowanej. Ostatnim singlem promującym, ówczesnych świąt była piosenka "Jesus Born on This Day" również nie nadano mu praw komercyjnych ani nie wydano do niego wideo, ale był wydany oprócz Stanów także w Szwecji jako dodatek w limitowanej ilości. "O Holy Night" także doczekał się swego czasu zimy '96, ponownie wrócono do tego utworu, ale tym razem wyszedł w postaci klipu, który był rejestrem występu Mariah wydanym w 2000 roku na singlu "All I Want for Christmas Is You". Promocja krążka nie odbywała się tylko przy pomocy singli i mimo tego, że nie było trasy koncertowej to Mariah dawała występy w kościołach.

### Reedycja
20 października 2005 Sony Music wydało edycję Merry Christams, która składała się z dwóch krążków. Oprócz podstawowej wersji CD, na której znalazła się w nowej aranżacji "Santa Claus Is Comin' to Town" z okazji 35 rocznicy powstania jej opowieści. Drugą płytą było DVD zawierające wszystkie nagrane teledyski do płytą.

## Lista utworów
|                                                                           | Tytuł                                                 | Autorzy                                   | Produkcja i aranżacja | Czas                              |
| Podstawowa wersja: USA (CK 64222)                                         | Podstawowa wersja: USA (CK 64222)                     | Podstawowa wersja: USA (CK 64222)         | Podstawowa wersja: USA (CK 64222) | Podstawowa wersja: USA (CK 64222) |
| ------------------------------------------------------------------------- | ----------------------------------------------------- | ----------------------------------------- | --- | --------------------------------- |
| 1.                                                                        | Silent Night                                          | Tradycyjna kolęda                         | Mariah Carey, Loris Holland | 3:41                              |
| 2.                                                                        | All I Want for Christmas Is You                       | Mariah Carey, Walter Afanasieff           | Walter Affanasieff, Mariah Carey | 4:01                              |
| 3.                                                                        | O Holy Night                                          | Tradycyjna kolęda                         | Walter Affanasieff, Mariah Carey | 4:27                              |
| 4.                                                                        | Christmas (Baby Please Come Home)                     | Phil Spector, Jeff Barry, Ellie Greenwich | Walter Affanasieff, Mariah Carey | 2:35                              |
| 5.                                                                        | Miss You Most (At Christmas Time)                     | Mariah Carey, Walter Afanasieff           | Walter Affanasieff, Mariah Carey | 4:33                              |
| 6.                                                                        | Joy to the World                                      | Tradycyjna kolęda                         | Walter Affanasieff, Mariah Carey | 4:20                              |
| 7.                                                                        | Jesus Born on This Day                                | Mariah Carey, Walter Afanasieff           | Walter Affanasieff, Mariah Carey | 3:43                              |
| 8.                                                                        | Santa Claus Is Comin' to Town                         | John Frederick Coots, Haven Gillespie     | Walter Affanasieff, Mariah Carey | 3:24                              |
| 9.                                                                        | Hark! The Herald Angels Sing/Gloria (in Excelsis Deo) | Tradycyjna kolęda                         | Loris Holland | 3:01                              |
| 10.                                                                       | Jesus Oh What a Wonderful Child                       | Tradycyjna kolęda                         | Loris Holland aranżacja wokalu: Mariah Carey | 4:29                              |
| Bonus wersji europejskiej (488537 2), japońskiej (SRCS – 8500) i DualDisc |                                                       |                                           | |                                   |
| 13.                                                                       | God Rest Ye Merry Gentlemen                           | Tradycyjna kolęda                         | Walter Affanasieff, Mariah Carey | 1:18                              |
| Bonus DualDisc: Japonia (SICP 980-1), USA (CN97705)                       |                                                       |                                           | |                                   |
| 14.                                                                       | Santa Claus Is Comin' to Town (Anniversary Mix)       | John Frederick Coots, Haven Gillespie     | Jermaine Dupri for So So Def Productions, Inc., Mariah Carey for Maroon Entertainment, Inc. Koordynator produkcji: Bryan Michael Cox for Blackbaby, Inc. | 2:45                              |
|                                                                           | Tytuł                                                 | Wersja                                    | Reżyser | Czas                              |
| DualDisc DVD                                                              |                                                       |                                           | |                                   |
| 1.                                                                        | Santa Claus Is Comin' to Town                         | Anniversary Mix                           | ? | 3:07                              |
| 2.                                                                        | All I Want for Christmas Is You                       | Kolorowa wersja                           | Diane Martel | 3:56                              |
| 3.                                                                        | Miss You Most (At Christmas Time)                     | Oryginalna wersja                         | Diane Martel | 4:31                              |
| 4.                                                                        | All I Want for Christmas Is You                       | J.D. Remix                                | Diane Martel | 3:45                              |
| 5.                                                                        | Joy To The World                                      | Celebration Mix                           | Diane Martel | 3:24                              |
| 6.                                                                        | O Holy Night                                          | Występ na żywo                            | Sanaa Hamri | 4:38                              |
| 7.                                                                        | All I Want for Christmas Is You                       | Czarno-biała wersja                       | Jess Preiss | 4:09                              |
| 8.                                                                        | Joy To The World                                      | Występ na żywo                            | L.J. Lorenzo | 5:33                              |

## Pozycje na listach przebojów
| Lista              | Najwyższa pozycja | Certyfikat | Sprzedaż    |
| ------------------ | ----------------- | ---------- | ----------- |
| Australia          | 3                 | 4xPlatyna  | 280,000+    |
| Austria            | 4                 | Złoto      | 25,000+     |
| Brazylia           | 2                 | -          | 25,000+     |
| Francja            | 21                | Złoto      | 100,000+    |
| Hiszpania          | 26                | Złoto      | 50,000+     |
| Holandia           | 7                 | Platyna    | 100,000+    |
| Japonia            | 1                 | 13xPlatyna | 2,700,000+  |
| Kanada             | 21                | 2xPlatyna  | 200,000+    |
| Korea Południowa   | -                 | 6xPlatyna  | 600,000+    |
| Niemcy             | 15                | Złoto      | 250,000+    |
| Norwegia           | 11                | Platyna    | 50,000+     |
| Nowa Zelandia      | 10                | 2xPlatyna  | 30,000+     |
| Polska             | -                 | Złoto      | 20,000+     |
| Singapur           | -                 | 4xPlatyna  | 60,000+     |
| Szwecja            | 4                 | -          | 40,000+     |
| Szwajcaria         | 4                 | Złoto      | 25,000+     |
| Włochy             | 2                 | 2xPlatyna  | 200,000+    |
| Wielka Brytania    | 32                | Złoto      | 200,000+    |
| U.S. Billboard 200 | 3                 | 5xPlatyna  | 5,000,000+  |
| Europa             | 9                 | Platyna    | 1,300,000+  |
| Świat              | -                 | -          | 16,500,000+ |